# Serie 7400

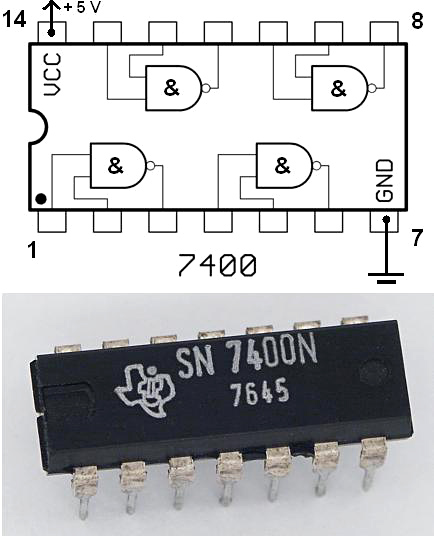
Circuito integrato 7400: connessione dei quattro NAND. Nella foto è visibile il simbolo del costruttore, il suo codice "SN" e il suffisso N che indica il package. Nella seconda riga l'anno (1976) e la settimana (45ª) di produzione

Schema elettrico interno di una porta NAND in tecnologia TTL. In un 7400 il circuito NAND è replicato quattro volte

La Serie 7400 è un'importante famiglia di circuiti integrati realizzati in tecnologia TTL.

## Descrizione
Il primo della serie, l'integrato digitale 7400 (si legge "74 zero zero"), contiene 4 porte logiche NAND, possiede 14 piedini (pin) due dei quali sono uno collegato all'alimentazione +5 Vcc (pin 14) e uno collegato a massa (GND, pin 7) per poter alimentare i transistor che formano il circuito delle porte logiche.
La serie è caratterizzata da una codifica Indicizzata:
- Logo del costruttore (nella figura a destra: Texas Instruments)
- Una o più lettere che identificano il costruttore (nella figura "SN")
  - SN: Texas Instruments con processo di produzione per uso commerciale
  - SNV: Texas Instruments con processo di produzione per uso militare
  - M: ST Microelectronics
  - DM: National Semiconductor
  - UT: Cobham PLC
  - SG: Sylvania
  - RD: RIFA AB
- Il numero 74 o 54, indicante il range di temperature di funzionamento
  - 74: per impieghi commerciali (da 0 °C a +70 °C)
  - 64: per impieghi industriali (da −40 °C a +85 °C, subito abbandonata)
  - 54: per impieghi militari (da −55 °C a +125 °C)
- Da zero a quattro lettere che indicano la sottofamiglia logica. Esempi:
  - nessuna/zero lettere: TTL bipolare di base (caso della figura)
  - LS: Schottky a bassa potenza
  - HCT: CMOS ad alta velocità compatibile con TTL
- Almeno due cifre indicanti le funzioni logiche svolte dal dispositivo. Esempi:
  - 00: quattro porte NAND a 2 ingressi (caso della figura)
  - 08: quattro porte AND a 2 ingressi
  - 181: ALU bit slice a 4 bit
  - 186: ROM a 512 bit (64x8)
  - 8832: ALU a 32 bit con registri
- Una o più lettere indicanti il tipo di contenitore del dispositivo (PTH o SMD) (in figura "N" che indica un dispositivo detto DIP "Dual in-line package", sempre meno usato nelle grosse produzioni e sostituito dalla versione SMD)
- Segue, nella seconda riga, un codice che in genere indica settimana e anno di produzione
- Sul retro dell'integrato vi sono talvolta altre indicazioni (lotto, stabilimento di produzione ed eventuali altre informazioni)

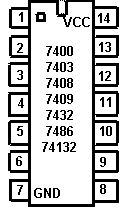
Alcuni integrati TTL per cui sono sufficienti 14 pin. Le connessioni di alimentazione (GND e V_{CC}) sono standardizzati

La famiglia 7400 venne utilizzata per costruire i computer, minicomputer e mainframe degli anni sessanta e settanta. Questa famiglia di dispositivi costituì uno standard de-facto nella disposizione della piedinatura, infatti le varie famiglie con prestazioni migliorate sia nel consumo di corrente che in velocità di commutazione che succedettero a questa, tranne qualche eccezione mantennero la compatibilità della piedinatura.
La famiglia 7400, similmente ad altre, è costituita da centinaia di dispositivi aventi le funzioni più diverse, le porte logiche di base, i flip-flop, i contatori, i transceiver di bus le unità aritmetiche e logiche (ALU) ed altre ancora. I dispositivi di questa famiglia erano disponibili anche nella versione 5400 avente prestazioni migliori in temperatura, garantiti per lavorare in una gamma di temperature operative da -55 a +125 °C.
Sono state realizzate delle evoluzioni che sono caratterizzate da migliori prestazioni in velocità, consumi, gamma di tensioni di alimentazione, temperature di lavoro (–40 +85 °C, che è detto "standard automotive") e altre caratteristiche. Il loro nome differisce dalla serie originale per la presenza di una o più lettere tra i numeri 74 e quelli che caratterizzano le funzioni logiche del particolare dispositivo. Ad esempio 74LS00 indica un dispositivo con le stesse funzioni logiche del 7400 ma realizzato con transistor Schottky (indicato dalla "S") e che è stato migliorato riducendo i consumi ("L" sta per "Low Power", bassa potenza dissipata, dato la bassa corrente assorbita).

## Storia

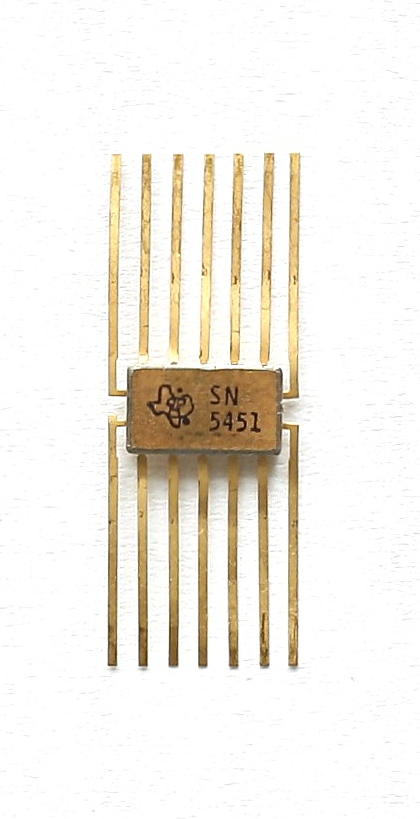
Texas Instruments SN5451 nel flat package originale

Di fatto la serie 7400 fu il primo standard industriale a logica TTL, vi furono altri precedenti:
- Sylvania Universal High-level Logic nel 1963[1][2][3]
- Motorola MC4000 MTTL[4][5][6]
- National Semiconductor DM8000[7]
- Fairchild serie 9300[8][9]
- Signetics 8200 e 8T00[6][8][10]

Il 7400 quad NAND gate fu il primo esemplare prodotto in serie, introdotto da Texas Instruments secondo standard militare in package metallico Flatpack (5400W) nell'ottobre 1964. La designazione dei pin fu differenti dallo standard successivamente sviluppato nel package DIP (in particolare, la massa a terra era pin 11 e l'alimentazione al pin 4, comparato al pin 7 e 14 dello standard DIP package). La produzione di package in plastica DIP (7400N) seguì nel terzo quadrimestre del 1966.
La serie 5400 e 7400 fu usata in molti minicomputer negli anni'70 e '80. Alcuni modelli di DEC PDP 'minis' usarono il 74181 ALU come elemento principale nel CPU. Altri esempi furono Data General Nova e Hewlett-Packard 21MX, 1000, e 3000.
Nel 1965, un quotazione standard di un SN5400 (grado militare, ceramico Flatpack) era di 22 US$.
Al 2007, un esemplare di grado commerciale in package plastico lo si può trovare a 0,25 US$.